# Maybach-Abweisklaue
Maybach-Abweisklauen sind Schaltelemente von automatischen Schaltgetrieben. Sie übertragen das Drehmoment auf der Basis von Klauenkupplungen und werden vor allem in Mekydro-Getrieben verwendet.
Die erste Verwendung einer Maybach-Abweisklaue aus der Literatur ist 1928 bei der Konstruktion des Schnellganggetriebes bei dem Automobil Maybach W 5 SG zu finden. Dabei wurde dem Zwei-Gang-Planetengetriebe ein Schnellganggetriebe nachgeordnet, das über Hebelbewegung bedient und über die Maybach-Abweisklaue ohne Kupplungsbetätigung geschaltet werden konnte. 
Der konstruktive Aufbau der Maybach-Abweisklaue ist auf der Internetskizze dargestellt; Bei den ersten Anwendungen musste die Klauenbewegung noch von Hand betätigt werden. Vor Betätigung des Schnellganghebels musste erst die Kraftübertragung unterbrochen werden, damit die Klauenbewegung ermöglicht wurde. Durch die Hebelbewegung wurde die Kraftübertragung des einen Ganges getrennt. Beim Aufeinandertreffen der Verbindungsklauen des Schnellganges bewegten sich deren Klauen in Richtung der ansteigenden Stirnflächen der Gegenklauen, die Kupplungshälften wurden daraufhin abgewiesen. Erst durch erneutes Gasgeben konnten die Klauen in die Übertragungseinschnitte einrasten, und der Schnellgang war eingeschaltet. Dieser Schaltvorgang war nicht geräuscharm, jedoch gegen das darauffolgende Absinken der Motordrehzahl bei größeren Geschwindigkeiten war dieses Geräusch zu verkraften.
Mehrere Maybach-Abweisklauen führen die Schaltung von Mekydro-Getrieben durch. Das Schalten wird mit Öldruck vorgenommen, und das automatische Einrasten der Klauen wird über Ausrückwandler gesteuert. Dass die Verbindungen große Leistungen übertragen können, zeigt die DB-Baureihe 218, bei der die Motorleistung um 2.000 kW beträgt.  